# 広田宗
廣田 宗（ひろた そう、1909年（明治40年）10月20日 - 1986年（昭和61年）11月29日）は、日本の実業家。小田急電鉄社長、日本民営鉄道協会会長等を務めた。

## 来歴・人物
大分県出身。1932年旧制東京商科大学（のちの一橋大学）卒業後、三菱銀行入行。
四日市、熱田各支店長を経て、本店営業部長、審査第二部長、福岡支店長、取締役、審査第一部長を歴任。

### 小田急に迎えられる
1963年にその人格・識見を見込んだ小田急電鉄社長の安藤楢六が、当時の三菱銀行頭取だった宇佐美洵に懇請し、小田急グループに迎えられ、小田急百貨店専務に就任。
1964年、小田急電鉄に転じ取締役、翌年専務、1969年社長。
1981年には会長に退き、ホテル小田急社長を兼務した。同社社長時代には、ホテルセンチュリーハイアットの特別の客室階「リージェンシークラブフロア」の拡大や、女性スタッフによる飲み物の提供、各種案内サービスを開始し、1984年に開業したヒルトン東京に対抗した。1985年、ホテル業界の競争激化にともない、専任の社長を設けるため、会長に退く。
1981年から1983年まで日本民営鉄道協会会長を務め、運賃値上げ問題に取り組んだ。また、総理府観光政策審議会委員、相模鉄道取締役、財団法人安藤記念奨学財団初代理事長等も務めた。
小田急電鉄会長在任中の1986年11月29日、東京都多摩市桜ヶ丘の自宅で死去。享年77。